# Паула Путанов
Паула Путанов (Дарда, 14. јул 1925 — Београд, 24. јануар 2014) била је српска хемичарка, професор универзитета и академик САНУ.

## Биографија
Рођена је у Дарди од оца Стевана и мајке Ранке, рођене Локић. Отац Стеван Путанов био је чиновник Управе Дунавске бановине у Новом Саду, а мајка Ранка је била домаћица.
Дипломирала је 1952. године на Технолошком факултету у Београду. На истом факултету је одбранила докторску дисертацију „Потенциометријско испитивање течних неводних система“ 1958. године код професора Панте Тутунџића, такође академика САНУ.
Била је професор физичке хемије на Технолошком факултету у Новом Саду, од 1966. до пензионисања 1990. године. 1973. је постала редовни професор.
Иако се на почетку каријере посветила електрохемији, главне области њеног научног деловања су физичка хемија и катализа. Поред њеног ментора, професора Панте Тутунџића, велики професионални утицај на Паулу Путанов је извршио руски научник и академик Георгиј Константинович Борјесков, чија је ужа област интересовања била управо катализа.
Оснивач је и дугогодишњи руководилац Одељења за катализу ИХТМ-а (1959-1968). Објавила је више од 150 научних радова и 8 монографија у области физичке хемије, аутор је преко 80 пројеката и студија и одржала око 40 предавања по позиву у земљи и иностранству.
За дописног члана тадашње Војвођанске академије наука и уметности изабрана је 1979. године, а за редовног 1984. По спајању ове академије са Српском академијом наука и уметности 1991. она је академик САНУ у одељењу хемијских и биолошких наука, а касније је постала Председник одбора за катализу САНУ. Била је проректор за наставу и научни рад Универзитета у Новом Саду 1975-1977. Почасни председник Уније хемијских друштава Југославије постала је 1986. године. Члан председништва САНУ била је 1998-2006. године.
За свој рад добила је више награда и признања међу којима су Орден заслуга за народ са сребрном звездом 1974. године, Орден рада са златним венцем 1991. године и други.

## Награде и признања
- Златна плакета Unido Catalist Conference Vienna (1973)
- Орден заслуга за народ са сребрном звездом (1974)
- Октобарска награда града Новог Сада (1981)
- Спомен-плакета са повељом Технолошко-металуршког факултета у Београду (1975. и 1984)
- Орден рада са златним венцем (1991)
- Повеља Универзитета у Новом Саду (1995)
- Повеља захвалности Српског хемијског друштва – Хемијско друштво Војводине (2001)
- Повеља захвалности Технолошког факултета у Новом Саду (2009)